# Dekanat Biecz
Dekanat Biecz (łac. Decanatus Biecensis) – dekanat diecezji rzeszowskiej.

## Historia
Powstanie dekanatu bieckiego datuje się na około 1436–1446 rok. Dekanat w swoich dziejach zmieniał przynależność do diecezji: na początku należał do diecezji krakowskiej, następnie tarnowskiej, później do diecezji przemyskiej (od ok. 1805) następnie od 28.10.1925 wraca do diecezji tarnowskiej aż do 25.03.1992 r. kiedy utworzono diecezje rzeszowską dekanat zostaje do niej włączony i należy do niej do dziś.  
W ciągu wieków zmieniały się parafie przynależne do dekanatu. W XVI wieku do bieckiego dekanatu należał: Biecz, Bieniarowa (Binarowa), Cieszkowice (Ciężkowice), Gorlice, Gromnik, Kobylanka Niższa (Kobylanka), Libusza, Lipinki, Łużna, Moszczenica Polska (Moszczenica), Ołpiny Wyższe (Ołpiny), Ropa, Rozembark (Rożnowice), Rzepiennik (Rzepiennik Biskupi), Sękowa, Staszkówka, Szerzyny, Szymbark, Święcany, Turza, Wójtowa, Zagórzany. 
Około roku 1820 dekanat był nadal wielki obszarowo, należały do niego wówczas parafie: Biecz, Gorlice, Zagórzany, Moszczenica, Łużna, Szalowa, Polna, Siedliska (k. Bobowej), Zborowice, Staszkówka, Turza, Rzepiennik, Rożnowice, Binarowa, Libusza, Kobylanka, Sękowa, Szymbark, Ropa (19 parafii). W roku 1903 wielki dekanat został pomniejszony na rzecz dekanatu rzepiennickiego (nowo powstałego). Wtedy do Biecza było przypisane 11 parafii. 

## Dekanat Biecz
Obecnie do dekanatu Biecz należą parafie:
- Biecz – Bożego Ciała
- Biecz – św. Anny
- Binarowa – św. Michała Archanioła
- Klęczany – Matki Bożej Saletyńskiej
- Kryg – Najświętszej Maryi Panny Królowej Polski
- Libusza – Narodzenia Najświętszej Maryi Panny
- Lipinki – Wniebowzięcia Najświętszej Maryi Panny – Sanktuarium
  - Bednarka – kościół filialny Matki Boskiej Nieustającej Pomocy (w cerkwi)
  - Rozdziele – kościół filialny Narodzenia Najświętszej Maryi Panny (w cerkwi)
  - Lipinki – kościół filialny Wniebowzięcia Najświętszej Maryi Panny (stary)
- Pagorzyna – Najświętszego Serca Pana Jezusa
- Rożnowice – św. Andrzeja Apostoła
- Wójtowa – św. Bartłomieja Apostoła

## Dziekani
Obecnie dziekanem dekanatu bieckiego jest: vacat, a wicedziekanem ks. Jan Broński, proboszcz parafii Pagorzyna. 
Funkcję dziekana pełnili (do ok. 1840 r.) m.in. kapłani: ks. Janusz Kurasz (2019–2025); ks. Czesław Stanaszek (2004–2019); ... ; ks. Leszek Dudziak (1991-92); ks. Jan Styrna (1982–1991); ... ; ks. Stanisław Pękala (1959–1979) oraz ks. Bogumił Stawarz; ks. Łukasz Forystek; ks. Michał Sidor; ks. Stanisław Horowicz; ks. Andrzej Solecki; ks. Antoni Sos; ks. Antoni Walawender; ks. Leon Pastor; ks. Aleksander Kwieciński; ks. Walenty Pelc; ks. Józef Radecki; ks. Franciszek Jabczyński; ks. Teofil Jamrowicz; ks. Józef Dąbrowski; ks. Marcin Trzetrzewiński; ...